# Global Administrative Areas

Frontières administratives allemandes

Global Administrative Areas ou GADM est une base de données des contours vectoriels des frontières administratives. Le projet est développé par Robert Hijmans de l'université de Californie à Berkeley.
Les données sont géoréférencées au format WGS 84.

## Format
Les données sont distribuées au format Shapefile, R et Keyhole Markup Language.

## Licence
Les données peuvent être utilisées dans le cadre d'un projet académique ou non commercial. La redistribution et l'utilisation commerciale des données n'est pas autorisée.